# Hrabstwo Taylor (Teksas)

Piramida wieku hrabstwa

Hrabstwo Taylor – hrabstwo położone w USA w stanie Teksas. Utworzone w 1858 r. Siedzibą hrabstwa jest miasto Abilene.

## Misata
- Abilene
- Buffalo Gap
- Impact
- Lawn
- Merkel
- Trent
- Tuscola
- Tye

## CDP
- Potosi

## Sąsiednie hrabstwa
- Hrabstwo Jones (północ)
- Hrabstwo Shackelford (północny wschód)
- Hrabstwo Callahan (wschód)
- Hrabstwo Coleman (południowy wschód)
- Hrabstwo Runnels (południe)
- Hrabstwo Nolan (zachód)
- Hrabstwo Fisher (północny zachód)

## Gospodarka
- hodowla koni, bydła, kóz, owiec i drobiu[1]
- produkcja siana[1]
- uprawa pszenicy, bawełny i sezamu[1]
- wydobycie ropy naftowej[2]

## Demografia
Według spisu w 2020 roku populacja wzrosła o 8,9% (od 2010 roku) do 143,2 tys. mieszkańców, w tym byli:
- biali nielatynoscy – 61,8%
- Latynosi – 26%
- czarni lub Afroamerykanie – 8,4%
- rasy mieszanej – 3%
- Azjaci – 2,2%
- rdzenni Amerykanie – 1%.

## Religia

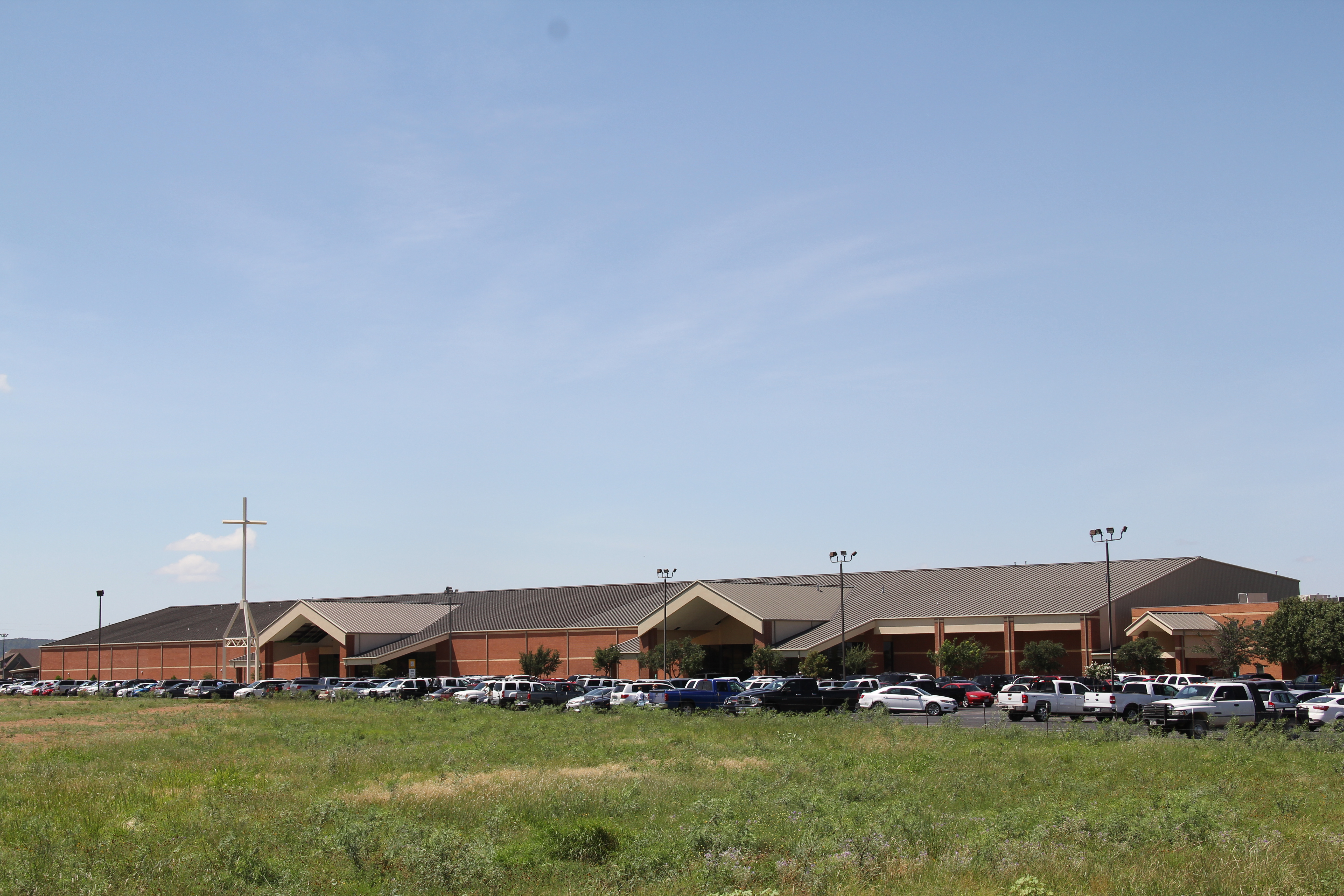
Charyzmatyczny megakościół Beltway Park Church w Abilene

W 2010 roku większość mieszkańców była ewangelikalnymi protestantami (w tym: południowi baptyści – 31,6%, camphellici – 9,3%, bezdenominacyjni – 5,4% i wiele innych). Do innych grup w hrabstwie należeli:
- protestanci głównego nurtu (gł. zjednoczeni metodyści – 6,2%)
- katolicy – 5,8%
- mormoni – 1,3%
- świadkowie Jehowy (1 zbór).